# متروی لیما
متروی لیما (اسپانیایی: Metro de Lima‎) سیستم قطار شهری در شهر لیما، پرو است.
این مترو که در سال ۲۰۱۱ تأسیس شده، دارای ۱ خط، ۲۶ ایستگاه و ۳۴٫۶ کیلومتر طول می‌باشد.

## نقشه

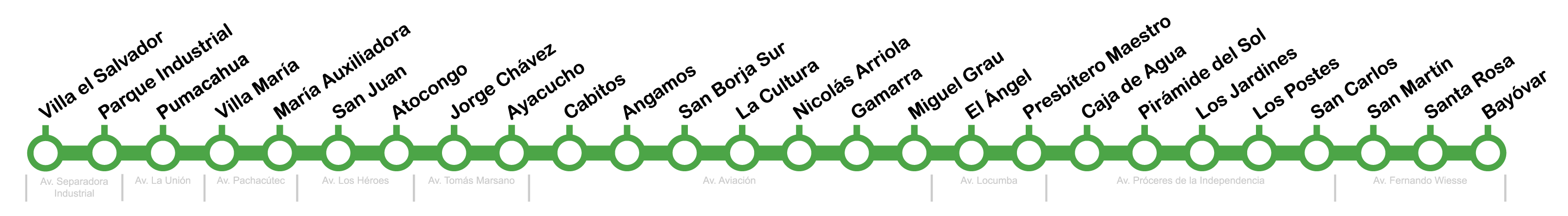
ایستگاه‌های فعال خط ۱ متروی لیما

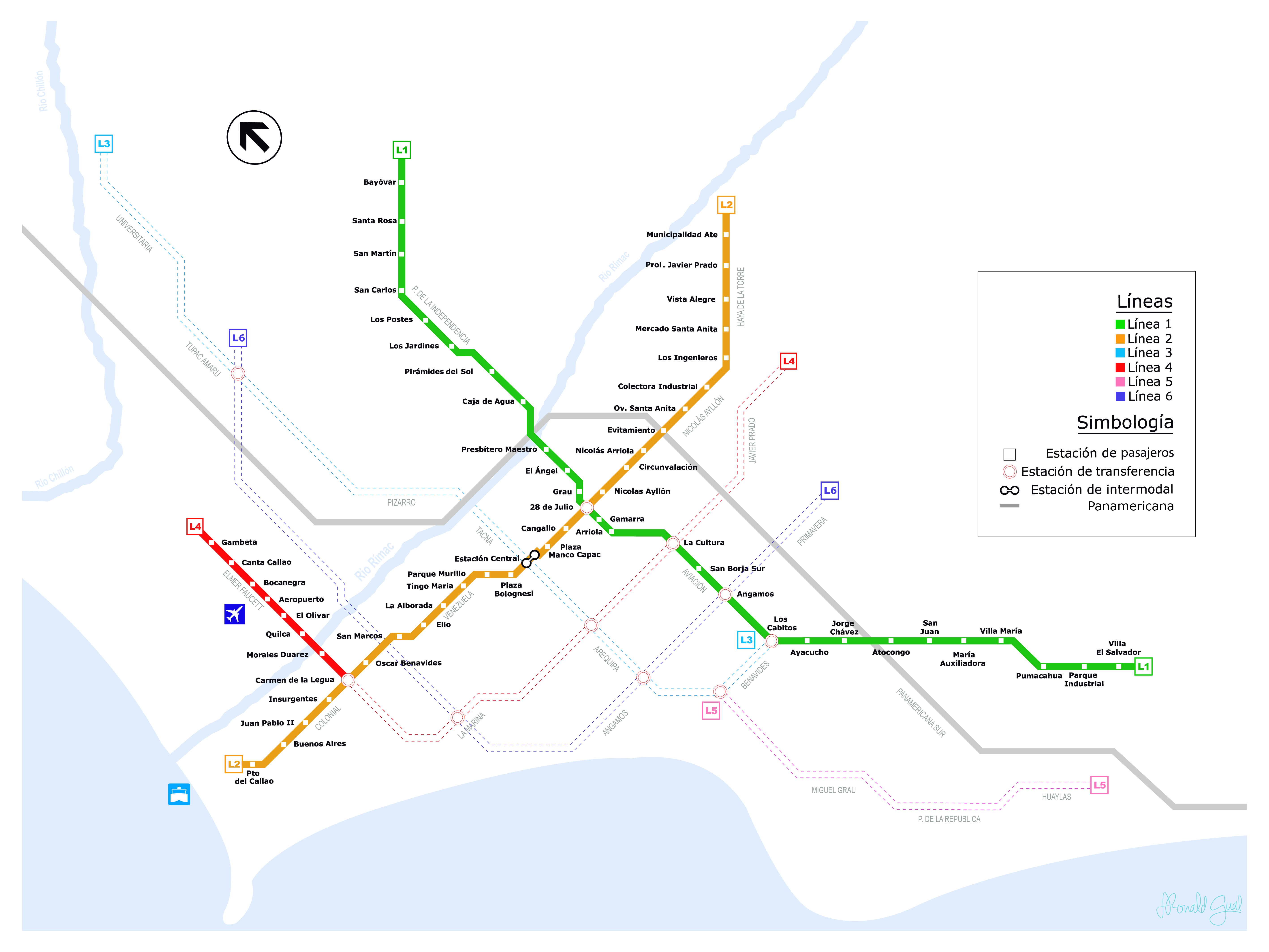
نقشه جامع متروی لیما

## نگارخانه

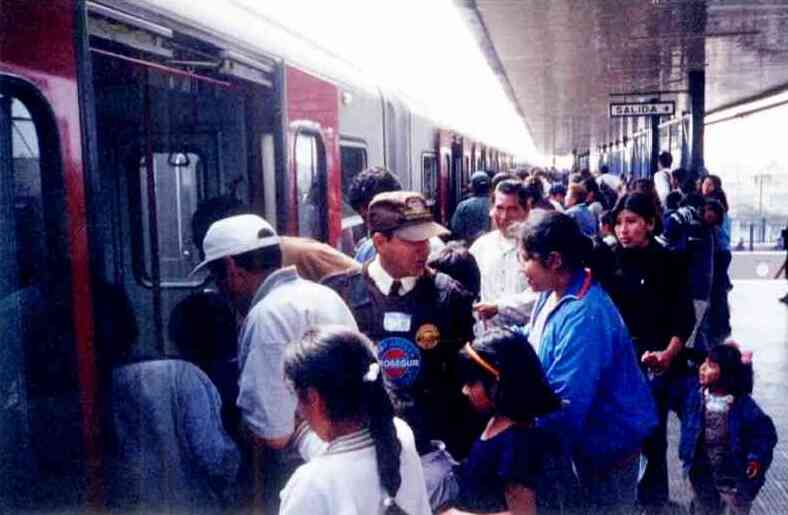
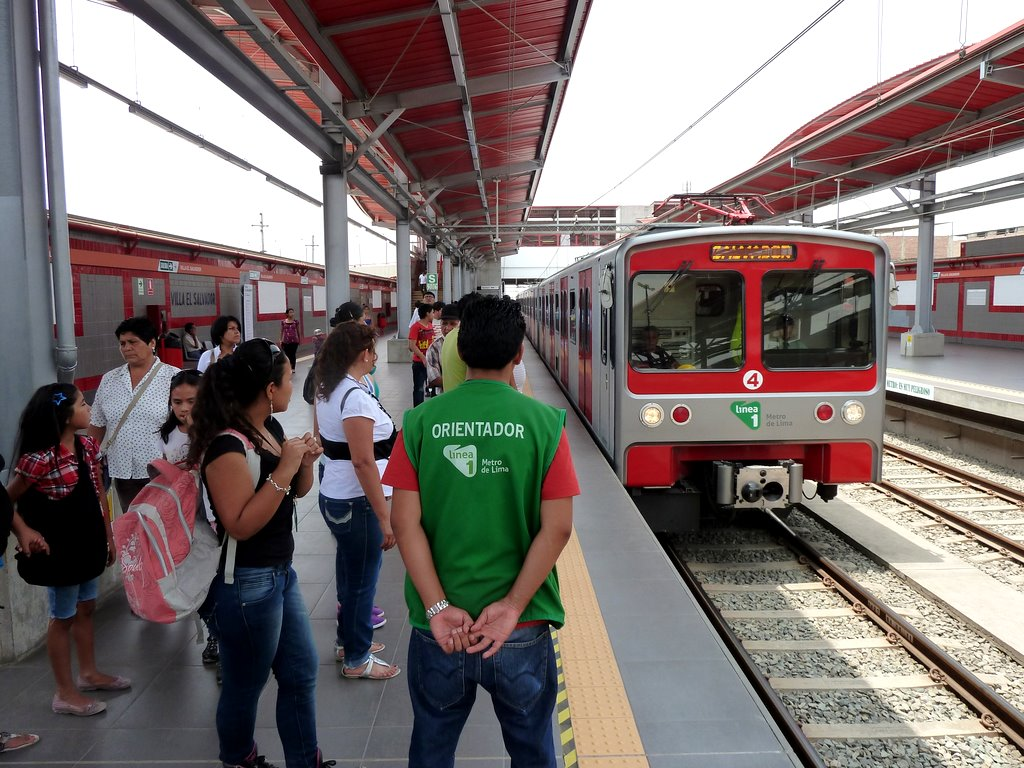
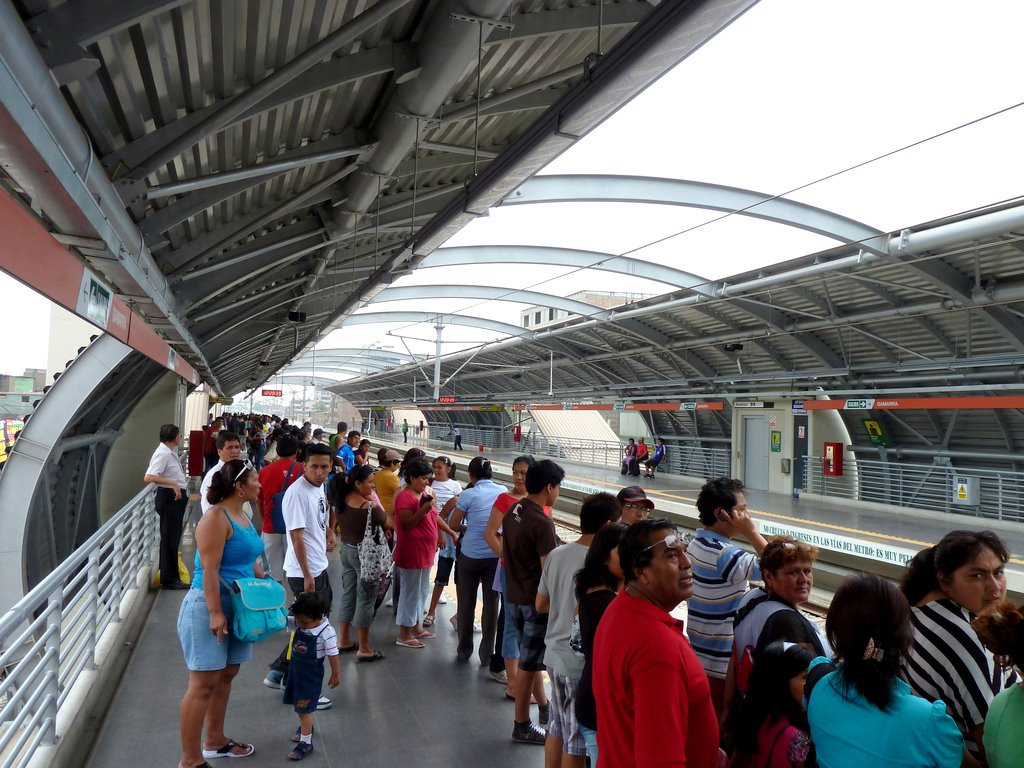